# أناتولي دياتلوف
أناتولي ستيبانوفيتش دياتلوف ((بالروسية: Анатолий Степанович Дятлов)‏؛ 3 مارس 1931 - 13 ديسمبر 1995) كان نائب كبير مهندسي محطة تشيرنوبل للطاقة النووية، والمشرف على اختبار السلامة الكارثي الذي أسفر عن كارثة تشيرنوبل عام 1986، التي أمضى فيها فترة في السجن، ثم أطلق سراحه كجزء من العفو العام في 1990.

## السيرة الذاتية
وُلد دياتلوف عام 1931 في كراسنويارسك كراي بروسيا السوفيتية. كان والداه من الفلاحين الذين عاشوا بالقرب من نهر ينيسي والمستوطنات العقابية في كراسنويارسك. هرب من المنزل في سن الرابعة عشرة،  درس أولًا في مدرسة مهنية وعمل كهربائيًا قبل أن يتم قبوله في معهد موسكو للهندسة والفيزياء حيث تخرج عام 1959.
عمل بعد التخرج في مصنع لبناء السفن في كومسومولسك-أون-آمور، وتركيب المفاعلات في الغواصات. خلال حادث نووي هناك، تلقى دياتلوف جرعة إشعاعية قدرها 200 ريم، وهي الجرعة التي تسبب عادة مرض الإشعاع الخفيف والتقيؤ والإسهال والتعب وتقليل مقاومة العدوى.

### تشيرنوبل
في عام 1973، انتقل إلى بريبيات بأوكرانيا السوفيتية للعمل في محطة تشيرنوبل النووية المنشأة حديثًا، وكانت خبرته التي امتدت 14 عامًا في العمل في المفاعلات البحرية في الشرق الأقصى السوفيتي جعلت دياتلوف واحدًا من أكبر ثلاثة مدراء في محطة تشيرنوبل، وكان مسؤولًا عن الوحدتين الثالثة والرابعة.
في 26 أبريل 1986، أشرف دياتلوف على اختبار في مفاعل الرابع للمحطة النووية، مما أدى إلى أسوأ حادثة نووية في التاريخ. خلال الحادث تعرض دياتلوف لجرعة إشعاعية قدرها 390   ريم (3.9 زيفرت)، والذي يسبب الوفاة في 50 ٪ من الأشخاص المصابين بها بعد 30 يوما لكنه نجا. تمت محاكمة دياتلوف جنبًا إلى جنب مع نيكولاي فومين وفيكتور بريوخانوف لعدم اتباعهم لوائح السلامة، ، أُدين الثلاثة عام 198 بانتهاك صارخ لقواعد السلامة التي أدت إلى الانفجار وحكم عليهم بالسجن لمدة 10 سنوات، لكن تم منح العفو لهم بعد 3 سنوات.
كتب دياتلوف كتابًا ادعى فيه أن سوء تصميم المصنع، وليس العاملين به، هو المسؤول الأول عن الحادث. في تقارير لاحقة، وُجد أن دياتلوف هدد بعض عمال محطة الطاقة بإنهاء وظائفهم إذا لم يشرعوا في الاختبار في تلك الليلة في تشيرنوبل. توفي أناتولي دياتلوف بسبب قصور القلب عام 1995.

## في الإعلام
تم تجسيد دياتلوف من قبل بول ريتر في مسلسل إتش بي أو القصير تشيرنوبل، ومن قبل روجر ألبورو في عام 2006 إنتاج بي بي سي في النجاة من الكوارث: كارثة تشيرنوبيل النووية.
تم تسجيل مذكرات دياتلوف قبل وقت قصير من وفاته. تم التسجيل بواسطة مشغل غير معروف وظهر على يوتيوب في عام 2016.